# Kiniatilla brevipalpis
Kiniatilla brevipalpis är en tvåvingeart som beskrevs av Louis-Paul Mesnil 1952. Kiniatilla brevipalpis ingår i släktet Kiniatilla och familjen parasitflugor. Inga underarter finns listade i Catalogue of Life.